# Jennie Garth
Jennifer Eve Antoinette Garth (født 3. april 1972) er en amerikansk skuespillerinde, bedst kendt for sin rolle som Kelly Taylor i tv-serien Beverly Hills 90210 og som Valerie Kelly Tyler i tv-serien What I Like About You.

## Biografi

### Opvækst
Garth er født den 3. april 1972 i Urbana, Illinois, som datter af John og Carolyn Garth, der begge havde tre andre børn fra tidligere ægteskaber. Garth opvoksede op på en 25-hektar stor hesteranch i Arcola, Illinois med sine seks halvsøskende: Johnny, Chuck, Lisa, Cammie, Wendy og Lynn. Hun boede også i Tuscola, Illinois, da hun var lille. Da var Garth var 11 år, flyttede hun og familien til Phoenix, Arizona. Der tog hun dansetimer og havde nogle små modeljobs, mens hun ventede på at komme på college og senere startede sin egen danseskole.
Da Garth var 15, blev hun opdaget og blev tilskyndet til at forfølge sin skuespillerkarriere af en talentspejder, som havde set hende vinde en talentkonkurrence. 
Hun droppede ud af Greenway High School i 2. semester, hvorefter hun og hendes mor flyttede til Los Angeles, så hun kunne forfølge drømmen om at blive skuespiller. Hun fik senere sit eksamensbevis i Californien. Garth begyndte også at tage dramatimer og gik til auditions næsten hver dag. Efter 4 måneder i LA, fik hun, i 1989, rollen som Erica McCray i NBC-serien A Brand New Life.

### Karriere
Garth er bedst kendt for sin rolle som betrængte Kelly Taylor i tv-serien Beverly Hills, 90210. Hun var faktisk den eneste af skuespillerne, der havde den rigtige alder på ca. 17 år, da Beverly Hills 90210 blev optaget. På forskellige tidspunkter er Garths karakter involveret i et trekantsdrama mellem Dylan McKay (Luke Perry) og Brandon Walsh (Jason Priestley), blev afhængig af slankepiller, fanget i en ildebrand, involveret i en kult, tog kokain, blev voldtaget, skudt, fik hukommelsestab og havde en ufrivillig abort. Hun og en tidligere medskuespiller fra serien, Tiffani-Amber Thiessen, er bedste venner.
Garth var med i sitcommen What I Like About You som Amanda Bynes' søster Valerie Tyler. Sammen med Leslie Grossman og Amanda Bynes, medvirkede Garth i alle fire sæsoner. Garths historie blev præsenteret i Chicken Soup for the Teenage Soul. Hun spillede den kvindelige hovedrolle i Danielle Steels Star.
Det er blevet bekræftet, at Garth skal spille med i den nye omgang af Beverly Hills 90210, som Kelly Taylor, der er blevet vejleder på West Beverly High. Garths tidligere medskuespillere fra serien, Ian Ziering og Tori Spelling skal også medvirke i serien.

### Dancing with the Stars
Garth var med i den 5. sæson af af Dancing with the Stars (dansk: Vild med dans) og havde dansepartneren Derek Hough. Hun blev dog stemt ud efter 9 uger og endte på en respektabel 4. plads ud af 12, efter at have fået sin første perfekte score for sin cha-cha-cha . I løbet af showet, var hun med i American Music Awards, The Ellen DeGeneres Show og i Disneyland, hvor hun optrådte sammen med Mickey Mouse for at fremme showet.

#### Præstationer
| Uge #         | Dans/Sang                                                            | Dommernes karakter | Dommernes karakter | Dommernes karakter | Resultat |
| Uge #         | Dans/Sang                                                            | Inaba              | Goodman            | Tonioli            | Resultat |
| 1             | Cha-cha-cha/ "Uptown Girl"                                           | 7                  | 7                  | 7                  | Videre   |
| 2             | Quickstep/ "Suddenly I See"                                          | 7                  | 7                  | 7                  | Videre   |
| 3             | Tango / "Cite Tango"                                                 | 9                  | 8                  | 8                  | Videre   |
| 4             | Pasodoble/ "Because We Can"                                          | 8                  | 10                 | 9                  | Videre   |
| 5             | Samba/ "Cosmic Girl"                                                 | 8                  | 9                  | 8                  | Videre   |
| 6             | Mambo/ "Mambo Baby"                                                  | 9                  | 9                  | 9                  | Videre   |
| 7             | Wienervals/ "Runaway" Rumba/ "Fallen"                                | 9                  | 8 9                | 9 10               | Videre   |
| 8             | Jive/ "It Takes Two" Foxtrot/ "I've Got You Under My Skin"           | 8 9                | 8 9                | 8                  | Videre   |
| 9 Semi-finale | Tango/ "The Take Over, The Breaks Over" Cha-cha-cha/ "Mustang Sally" | 9 10               | 10                 | 9 10               | Stemt ud |

### Privat
Den 16. april 1994, blev Garth gift med musikeren Daniel B. Clark. De blev separeret i januar 1996, og Garth søgte om skilsmisse den 1. november 1996.
Den 20. januar 2001, blev Garth gift med skuespilleren Peter Facinelli; de mødte hinanden under optagelserne til filmen An Unfinished Affair. De blev gift i Santa Barbara i Californien og Garth havde en bryllupskjole fra "Reem Acra" på. Deres datter Luca Bella, der på det her tidspunkt var 3 år, var blomsterpige. De har sammen 3 døtre; Luca Bella (født 22. juni 1997), Lola Ray (født 6. december 2002) og Fiona Eve (født 30. september 2006).
Garth har i mange år lidt af migræne og har lavet offentlige service-meddelelser på tv om hendes sygdom.

### Trivia
- Hun taler flydende italiensk
- Hun er vegetar
- Konverterede til den romersk-katolske tro, så hende og hendes mand kunne blive "ordentlig" gift.
- Er 1.65 m høj.
- Hun gik til audition til rollen som Kelly Kapowski i Saved by the Bell, men rollen gik som bekendt til hendes gamle Beverly Hills-kollega og meget nære ven Tiffani-Amber Thiessen.
- Var blandt gæsterne til Beverly Hills-kollegaerne Jason Priestleys bryllup med Naomi Lowde-Priestley og Tiffani-Amber Thiessens med Brady Smith.
- Hun bor på en hestefarm i Santa Barbara i Californien, med nogle heste, hvor hendes forældre også bor.

## Filmografi

### Film
| År   | Titel                                                | Rolle                    | Bemærkninger              |
| ---- | ---------------------------------------------------- | ------------------------ | ------------------------- |
| 1996 | Power 98                                             | Sharon Penn              |                           |
| 1989 | Just Perfect                                         | ---                      | Tv-film                   |
| 1994 | Danielle Steels Star                                 | Crystal Wyatt            | Tv-film                   |
| 1994 | Without Consent                                      | Laura Mills              | Tv-film                   |
| 1995 | Lies of the Heart: The Story of Laurie Kellogg       | Laurie Kellogg           | Tv-film                   |
| 1995 | Falling for You                                      | Meg Crane                | Tv-film                   |
| 1996 | A Loss of Innocence                                  | Chelnicia Bowen          | Tv-film                   |
| 1996 | An Unfinished Affair                                 | Sheila Hart              | Tv-film                   |
| 1997 | My Brother's War                                     | Mary Fagan Bailey        |                           |
| 1998 | Telling You                                          | Amber                    |                           |
| 2001 | How High                                             | ---                      |                           |
| 2001 | Watching the Detectives                              | ---                      | Tv-film                   |
| 2003 | Secret Santa                                         | Rebecca Chandler         | Tv-film                   |
| 2003 | The Last Cowboy                                      | Jacqueline 'Jake' Cooper | Tv-film                   |
| 2005 | Family Guy Presents Stewie Griffin: The Untold Story | Kelly Taylor             | Stemme                    |
| 2007 | Girl, Positive                                       | Sarah Bennett            | Tv-film                   |
| 2007 | Gentlemen Prefer Blondes                             | ---                      | Remake af filmen fra 1968 |
| 2008 | My Best Friend's Girl                                | ---                      | Tv-film                   |
| 2013 | Holidaze                                             | Melody                   | Tv-film                   |

### Fjernsyn
| År        | Titel                  | Rolle           | Bemærkninger                 |
| --------- | ---------------------- | --------------- | ---------------------------- |
| 1980'erne | Growing Pains          | ---             | 1 episode sidst i 80'erne    |
| 1989-1990 | A Brand New Life       | Ericka McCray   | 6 episoder                   |
| 1990      | Teen Angel             | Karrie Donato   | Tv-serie                     |
| 1990-2000 | Beverly Hills 90210    | Kelly Taylor    |                              |
| 1993      | Teen Angel Returns     | Karrie Donato   |                              |
| 1994      | WrestleMania X         | Sig selv        | Gæste-tidstager              |
| 1998      | Sin City Spectacular   | ---             | Tv-serie episode             |
| 2000-2001 | The $treet             | Gillian Sherman | 8 episoder i serien          |
| 2002-2006 | What I Like About You  | Valerie Tyler   | Tv-serie                     |
| 2006      | American Dad!          | Trudy           | Stemme Episoden: Roger n' Me |
| 2007      | Dancing with the Stars | Sig selv        | 5. sæson Som deltager        |
| 2008      | 90210                  | Kelly Taylor    | Episoden: Pilot              |

### Awards & nomineringer
Character and Morality in Entertainment Awards: 

- 2005: Vandt: "Camie" for: Secret Santa  – Delt med Robert Tate Miller, Charles Robinson, Victor Raider-Wexler, Kathryn Joosten, Joel McKinnon Miller, Steven Eckholdt, Barbara Billingsley, Sam Anderson, Cody Fleetwood og Ian Barry

Prism Awards: 

- 2008: Vandt: "Performance in a TV Movie or Miniseries" for: Girl, Positive

Teen Choice Awards: 

- 1999: Nomineret: "TV – Choice Actress" for: Beverly Hills, 90210

Young Artist Awards:
- 1991: Nomineret: "Best Young Actress Supporting or Re-Occurring Role for a TV Series" for: Beverly Hills, 90210
- 1992: Vandt: "Best Young Actress Co-starring in a Television Series" for: Beverly Hills, 90210

### Fodnoter
1. ↑  Navnet er anført på engelsk og stammer fra Wikidata hvor navnet endnu ikke findes på dansk.
2. ↑  Navnet er anført på engelsk og stammer fra Wikidata hvor navnet endnu ikke findes på dansk.
3. ↑  "In Touch Exclusive!Jennie Garth joining Dancing With the Stars". InTouch.com. Arkiveret fra originalen 29. januar 2008. Hentet 2007-06-13.

## Eksterne links
- Wikimedia Commons har flere filer relateret til Jennie Garth
- Jennie Garth.com (Webside ikke længere tilgængelig) Official website
- Jennie Garth på Internet Movie Database (engelsk)
- Jennie Garth på Svensk Filmdatabas (svensk)
- Jennie Garth på AlloCiné (fransk)
- Jennie Garth på AllMovie (engelsk)
- Jennie Garth på The Movie Database (engelsk)
- Dancing With The Stars Profile Arkiveret 11. januar 2009 hos  Wayback Machine